# Carl von Oertzen (Verwaltungsbeamter, 1836)

Carl Wilhelm Clemens Friedrich Ludwig August von Oertzen, auch Karl von Oertzen, unter Hinzufügung des Besitznamens auch von Oertzen-Rattey (* 8. Dezember 1836 in Rattey, heute Ortsteil von Schönbeck; † 3. Juni 1890 in Mirow) war ein mecklenburgischer Gutsbesitzer und Beamter.

## Leben
Carl von Oertzen entstammte dem Haus Rattey der jüngeren Helpter Linie des weit verzweigten mecklenburgischen Uradelsgeschlechts von Oertzen. Er war das dritte Kind und ältester, die Eltern überlebender Sohn des Vize-Landmarschalls Adolph (Friedrich Carl) von Oertzen (1797–1867) auf Rattey und dessen Frau Bertha, geb. von Pentz (1812–1885), einer Tochter des Staatsministers von Mecklenburg-Strelitz, Carl von Pentz (1776–1827).
Nach dem Abitur am neu gegründeten Evangelisch Stiftischen Gymnasium in Gütersloh studierte Carl von Oertzen Rechtswissenschaften an den Universitäten Erlangen, Heidelberg und ab 1858 Rostock. In Heidelberg war er im Corps Vandalia Heidelberg aktiv.
Er trat in den Verwaltungsdienst von Mecklenburg-Strelitz und wurde Amtshauptmann in Mirow mit dem Titel Drost. Außerdem tat er Dienst als Kammerherr am großherzoglichen Hof in Neustrelitz und vertrat den Großherzog als Commissarius in der gemeinschaftlichen Fluss-Bau-Verwaltungs-Kommission beider Mecklenburg in Schwerin.
1867 starb der Vater. Die Erbauseinandersetzung zog sich bis 1880 hin. Carl erhielt das zu diesem Zeitpunkt verschuldete väterliche Gut Rattey mit Charlottenhof, Adolfseck und Brohm. Er überließ Bewirtschaftung und Wohnrecht einem jüngeren Bruder Albert (1837–1916). Das von seinen Eltern 1851 auf dem Gutsgelände gegründete Rettungshaus Bethanien wurde 1872 nach Neubrandenburg verlegt.
Carl von Oertzen war seit 1880 verheiratet mit seiner Cousine Louise (1848–1922), Tochter des Oberhauptmanns Wilhelm von Oertzen (1803–1889) auf Lübbersdorf bei Friedland (Mecklenburg).
Er starb im Alter von 53 Jahren infolge eines Sturzes vom Pferde während eines Spazierrittes in Mirow und wurde am 7. Juni 1890 in Rattey beigesetzt. Die Trauerrede, die auch gedruckt wurde, hielt der Mirower Propst Eberhard Becker.
Er hinterließ vier damals noch kleine Kinder, darunter die Kunsthistorikerin und Journalistin Augusta von Oertzen und die Malerin Elisabeth von Oertzen.